# Prefecte de vigilància

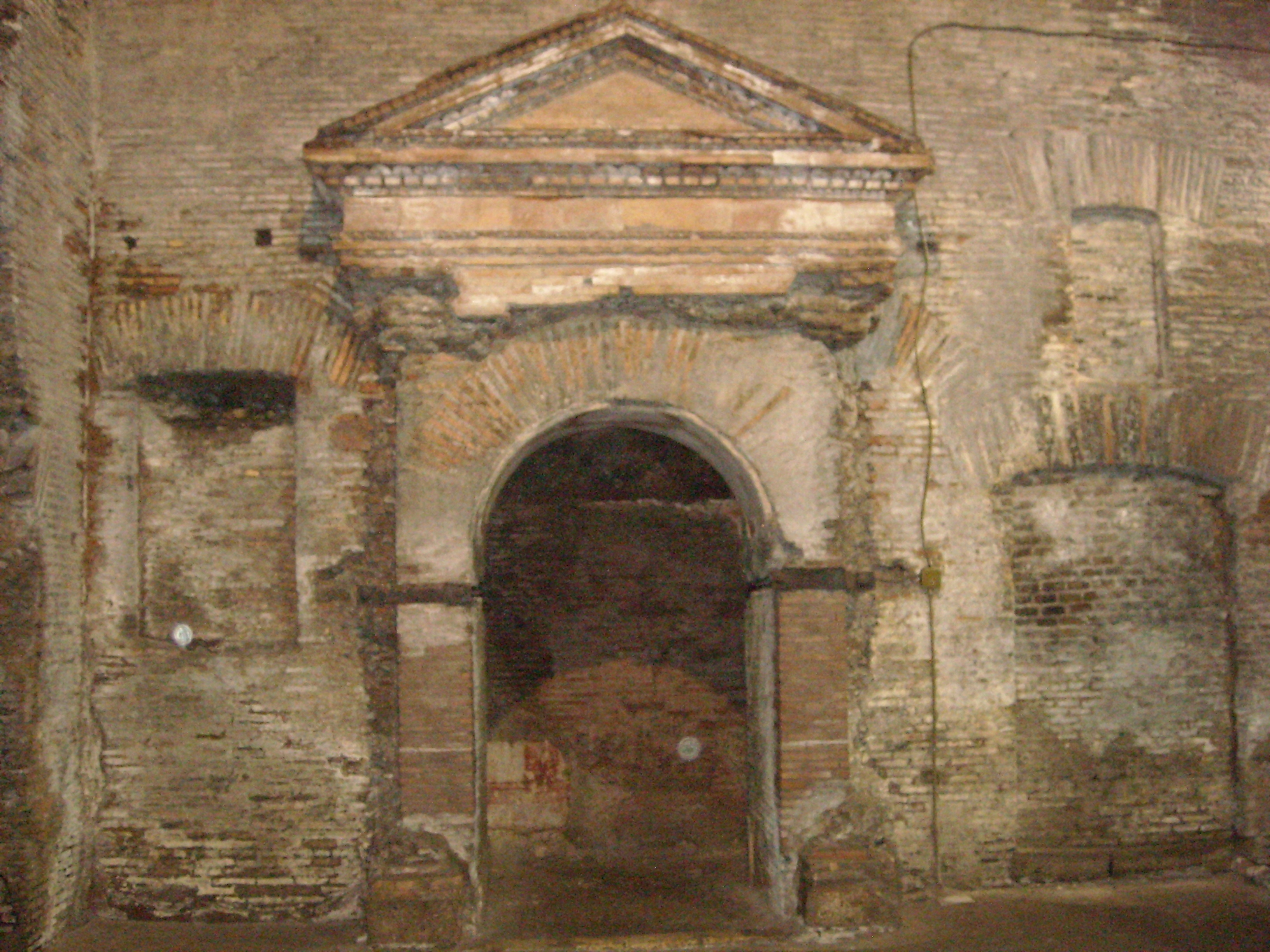
Quarter (excubitoria) de la cohort VII (Trastevere), actualment a 8 m per sota del nivell de carrer

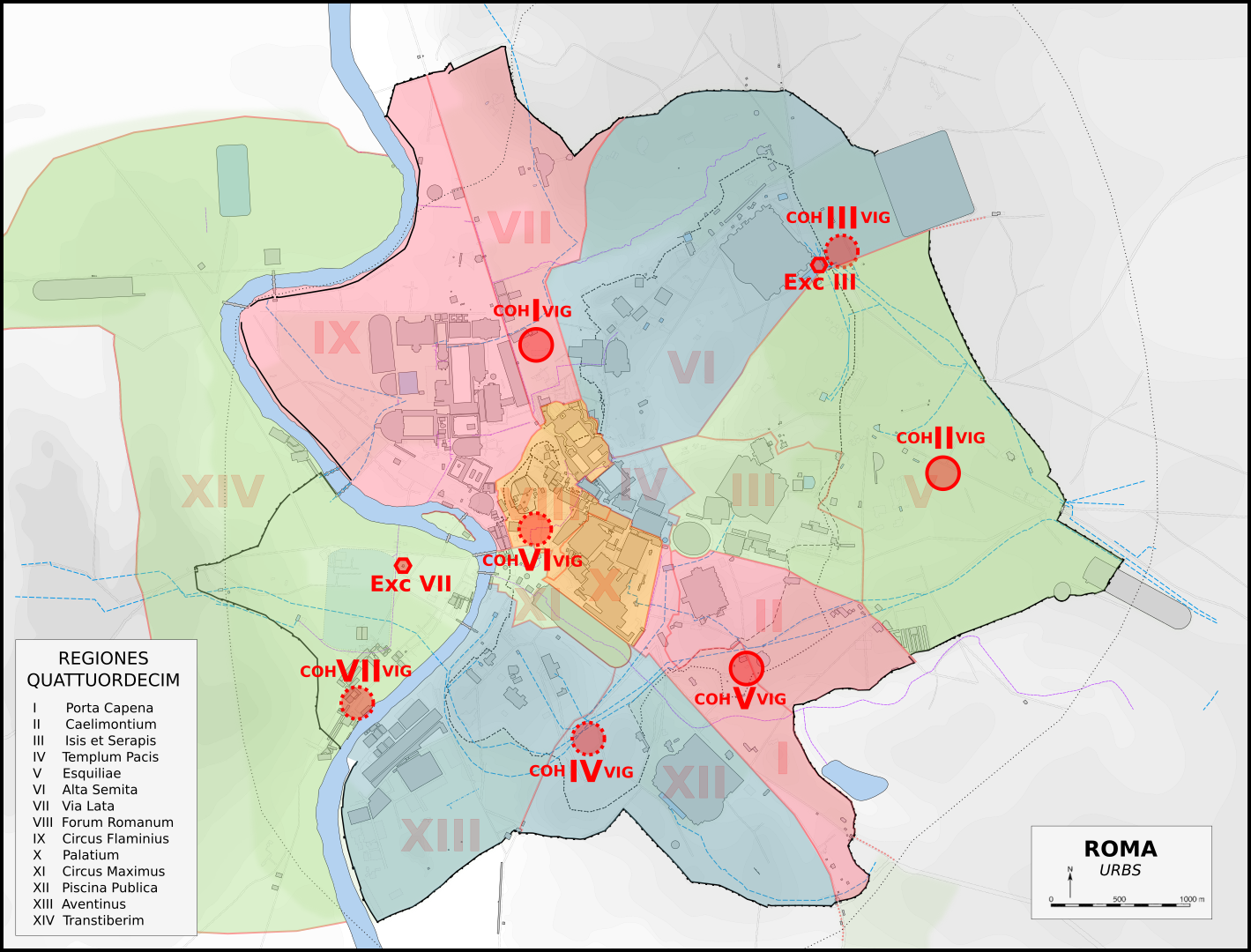
Ubicació de les cohorts a l'antiga Roma

Prefecte de vigilància (Praefectus vigilum) fou una magistratura instituïda per August per dirigir les anomenades Cohortes Vigilum o Vigiles urbani, un cos de vigilància urbana quasi militar amb la finalitat principal de lluitar contra els incendis (Adversus incendia excubias nocturnas vigilesque commentus est) que estava dividit en set cohorts (una per cada dues regions) i estacionades a catorze quarters (excubitoria). El prefecte era de rang eqüestre (cavaller) i els subordinats eren en general lliberts i, per tant, en posició inferior a la dels soldats regulars.
Es cuidava del clavegueram, empedrat, neteja pública, edificis ruïnosos, animals perjudicials, circulació de carros (sols permesa de nit), comunicacions, proveïment dels mercats, control de qualitat de mercaderies, control de monedes i pesos, banys públics, tavernes i cases "sospitoses". No intervenen a la xarxa de vies públiques (camins), aqüeductes i fortaleses.

## LesCohortes Vigilum
Els vigiles eren un cos paramilitar que va sorgir al mateix inici de l'Imperi. Els Triumviri Nocturni (que significa "tres homes nocturns o de la nit") van ser els primers homes, esclaus de propietat privada, organitzats en un grup que lluitava contra els problemes d'ordre públic i els incendis a Roma. Aquesta organització privada era poc efectiva, i August va instituir unes cohorts especials per lluitar contra els incendis, anomenades Vigiles (vigilants). August va organitzar aquest cos de bombers a imitació de la brigada de bombers d'Alexandria. Els vigiles també eren coneguts pel sobrenom de Spartoli o "petits cubells", per les ferrades que duien on hi portaven aigua, construïdes amb corda impermeabilitzada.
L'any 6, August va instaurar un impost del 4% sobre la venda d'esclaus i va utilitzar els ingressos per finançar aquesta nova força, que estava comandada pel praefectus vigilum, de rang eqüestre i per un subpraefectus i dividida en set cohorts comandades per un tribú. Cada cohort es dividia en set centúries, cadascuna formada per 70 o 80 homes comandats per un centurió. Cada cohort patrullava per dues de les catorze zones administratives de la ciutat. Les cohorts van duplicar els seus efectius l'any 205.
Els vigiles també actuaven com a vigilants nocturns, ocupant-se dels atracadors i capturant els esclaus evadits, i en algunes ocasions mantenien l'ordre als carrers. El Prefecte més famós va ser Nevi Sertori Macró, que va succeir a Luci Eli Sejà com a prefecte de la Guàrdia pretoriana quan els seus homes van ser utilitzats per l'emperador Tiberi per recuperar el control de la ciutat que estava a les mans dels soldats de Sejà.
Sembla que els Vigiles van perdre la seva condició d'unitat independent i van quedar sota l'autoritat dels prefectes del pretori a principis del segle iii.